# Kostel Povýšení svatého Kříže (Veselí nad Lužnicí)
Kostel Povýšení svatého Kříže ve Veselí nad Lužnicí je farní kostel římskokatolické farnosti Veselí nad Lužnicí a kulturní památka České republiky. Památkově chráněn je celý areál.

## Historie
Kostel byl založen v raně gotickém stylu. První písemná zmínka pochází z roku 1261. Presbytář (kněžiště) byl přistavěn v 3. čtvrtině 14. století. V roce 1655 kostel postihl požár a kostelní loď musela být v roce 1658 nově zaklenuta. V té době byly také zřízeny dvě oratoře. Konečná podoba kostelní věže, kterou navrhl Anton Erhard Martinelli, pochází z roku 1724.

## Popis
Kostel má jednu kostelní loď; ve vchodu z jižní předsíně, která má křížovou klenbu, je raně gotický portál. Presbytář je uzavřen pětiboce. V presbytáři je křížová klenba a fragmenty raně gotických nástěnných maleb z 2. čtvrtiny 14. století (byly odkryty v roce 1909). Další nástěnné malby, které jsou v kostele, např. znaky Petra Voka z Rožmberka a Kateřiny z Ludanic, pocházejí z roku 1598.
Barokní kaple zvaná Kalvárie pochází z konce 18. století, má křížovou klenbu.

### Interiér
Raně barokní portálový hlavní oltář pochází z 4. čtvrtiny 17. století, křtitelnice z roku 1679 a kazatelna, která má rokajové kartuše, z 2. čtvrtiny 18. století. Náhrobek Karla Beylowtze z roku 1857 vytvořil Emanuel Max.